# Subdivisions du Burundi
L'organisation administrative du Burundi comprend trois principaux niveaux. La Province qui elle-même comprend des communes. Chaque commune comprend des collines.
Les provinces et les communes du Burundi ont été créées le 25 décembre 1959 par un décret colonial belge.
En Juillet 2022, le gouvernement de Burundi a proposé réduire le nombre des provinces à 5 et de communes à 42. Cela répond aux exigences d’uniformisations territoriales de la Communauté d'Afrique de l'Est. Ce projet centralisateur a été adopté par le parlement du Burundi et doit entrer en vigueur à partir de 2025 avec les nouvelles éléctions législatives.

## Organisation

### 1erniveau: les provinces
- Le premier niveau consiste en dix-huit provinces nommées d'après leur chef-lieu respectif[2].

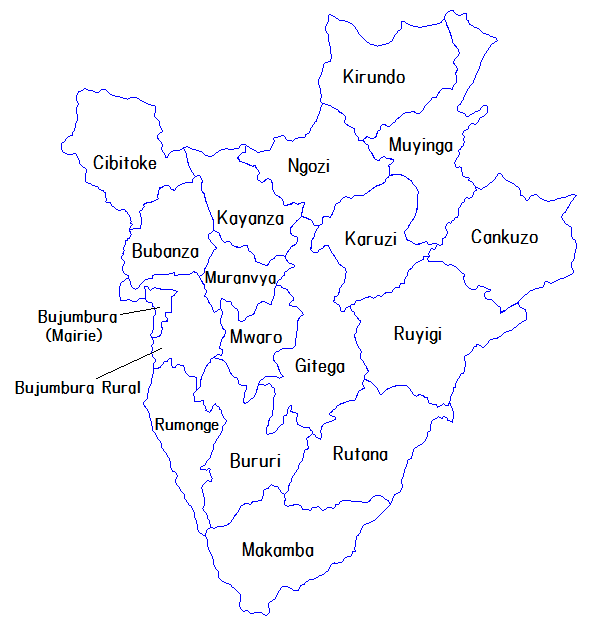
Carte des provinces du Burundi en 2014.

### 2eniveau: les communes
- Le second niveau consiste en 119 communes au total réparties dans les dix-huit provinces[2].

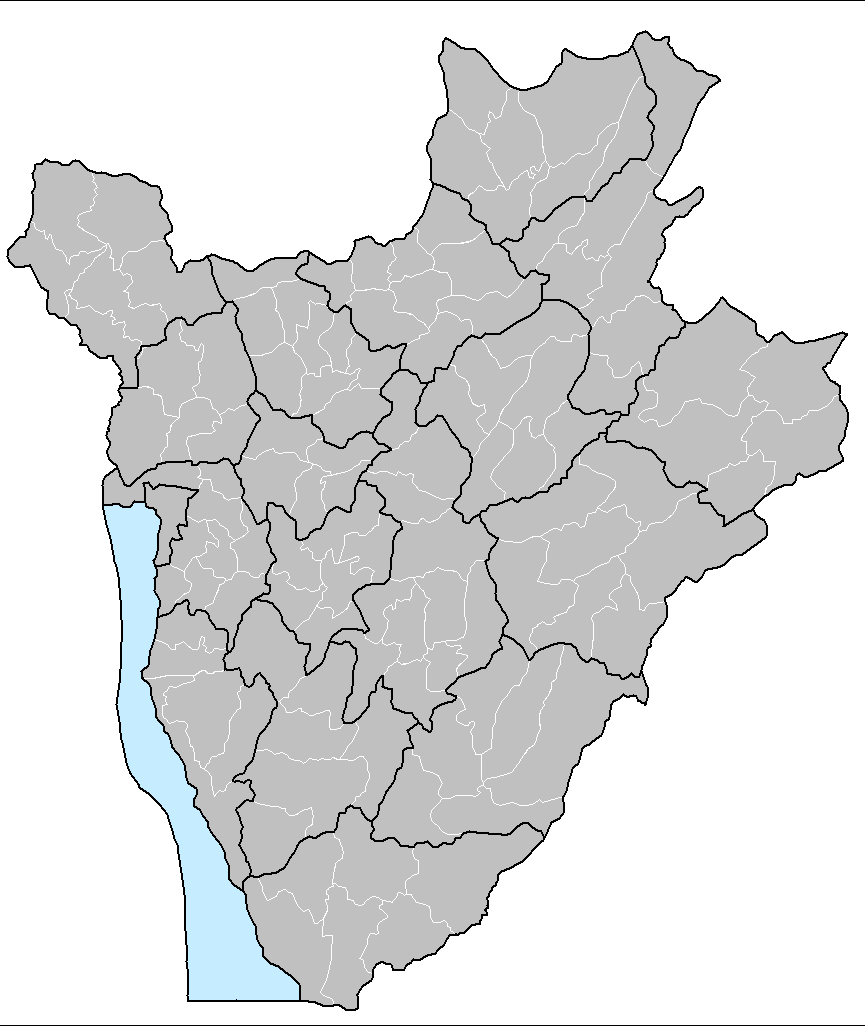
Carte des communes du Burundi.

### 3eniveau: les collines
- Le troisième niveau consiste en plusieurs milliers de collines réparties dans les 119 communes.

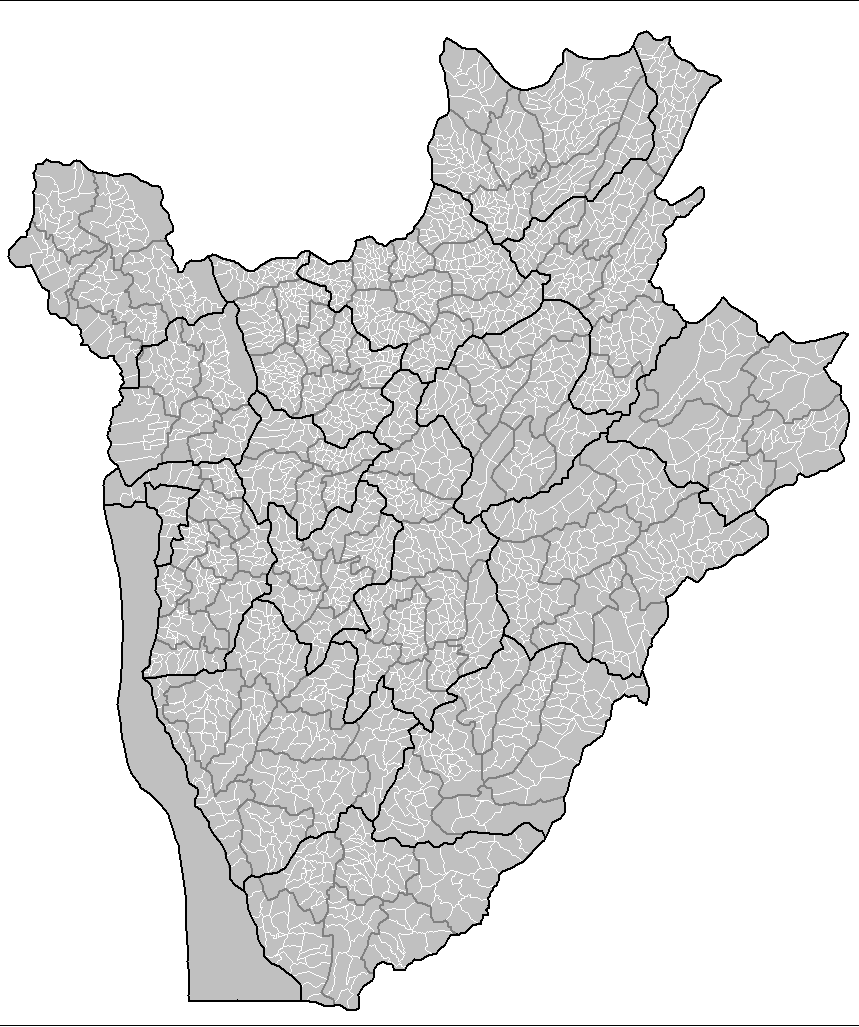
Carte des collines du Burundi.